# Alejandro Labaka
Alejandro Labaka ist eine Parroquia rural („ländliches Kirchspiel“) im Kanton Francisco de Orellana der ecuadorianischen Provinz Orellana. Sitz der Verwaltung ist Pompeya Sur, 40 km östlich der Provinzhauptstadt Puerto Francisco de Orellana am Südufer des Río Napo gelegen. Die Parroquia besitzt eine Fläche von 980 km². Die Einwohnerzahl lag im Jahr 2010 bei 1237. Die Parroquia wurde am 21. Januar 2010 eingerichtet. Benannt wurde sie in Gedenken an Alejandro Labaka, ein Kapuziner-Bischof und Missionar, der am 21. Juli 1987 gemeinsam mit der Kapuzinernonne Inés Arango von Angehörigen der Waorani ermordet wurde.

## Lage
Die Parroquia Alejandro Labaka liegt im Amazonastiefland. Ein 50 km langer Flussabschnitt des Río Napo begrenzt das Verwaltungsgebiet im Norden. Die Parroquia reicht im Süden bis zum Río Tivacuno und besitzt somit eine Längsausdehnung in Nord-Süd-Richtung von etwa 20 km. Der Río Indillana bildet abschnittsweise die Grenze im äußersten Nordwesten. Der Río Tiputini durchquert den zentralen Teil der Parroquia in überwiegend östlicher Richtung.
Die Parroquia Alejandro Labaka grenzt im westlichen Norden an die Parroquia Pompeya (Kanton La Joya de los Sachas) und im zentralen und östlichen Norden an die Provinz Sucumbíos mit der Parroquia Limoncocha (Kanton Shushufindi). Im Osten grenzt Alejandro Labaka an die Parroquia El Edén, im Süden an die Parroquia Cononaco (Kanton Aguarico), im äußersten Südwesten an die Parroquia Inés Arango, im Westen an die Parroquia Dayuma sowie im nördlichen Westen an die Parroquia Taracoa.

## Wirtschaft
Östlich der Ortschaft Pompeya Sur befindet sich ein Hafen der Ölgesellschaft Repsol. Im Verwaltungsgebiet gibt es mehrere Lodges für Urwald-Touristen. Entsprechend nennt sich die Parroquia „Las Puertas del Yasuní“ (die Tore zum Yasuní-Nationalpark).

## Ökologie
Das Areal liegt fast vollständig innerhalb des Nationalparks Yasuní. Lediglich im Nordwesten am Flussufer des Río Napo liegen Areale außerdem des Schutzgebietes.